# Молодша Едда
«Молодша Е́дда» (давньосканд. Snorra Edda) — твір середньовічного ісландського письменника Сноррі Стурлусона, написана у проміжку між 1222⁣-1225 роками. Хоча «Едда» в першу чергу призначена як посібник з традиційної скандинавської поезії (скальдичної поезії), вона також, і перш за все, є повним і організованим викладом скандинавської міфології, що робить її одним з шедеврів середньовічної літератури (і, зокрема, скандинавської літератури) і класикою ісландської літератури.
Едда відіграла важливу роль у перевідкритті германської міфології у XVIII ст. та послужила основою для перших досліджень на цю тему в наступному столітті. Це основне джерело наших знань про скандинавську міфологію, без якого багато інших оповідей залишалися б незрозумілими. Створена більш ніж через два століття після закінчення язичництва в Ісландії, позначена християнською культурою і літературною творчістю її автора, вона, з усім тим, повинна сприйматися з обережністю, оскільки достеменність її свідчень вже кілька десятиліть є предметом дискусій серед дослідників.

## Етимологія
Етимологія «Едди» залишається невизначеною, оскільки жодна з численних гіпотез, висунутих сьогодні, не досягла консенсусу.
Дехто вважає, що слово походить від назви Одді, міста на півдні Ісландії, де виріс Сноррі. Отже, «Едда» означає «книга Одді». Однак ця гіпотеза, як правило, відкидається. Ентоні Фолкс (англ. Anthony Faulkes), автор англійського видання та перекладу «Едди», вважає її «неймовірною як з лінгвістичної, так і з історичної думки», оскільки, з останньої причини, Сноррі вже не жив в Одді, коли він писав свій твір.
Інший зв'язок був зроблений зі словом ódr, що означає «поезія, натхнення» давньоскандинавською мовою. Як і у випадку з Одді, ця гіпотеза наштовхується на лінгвістичні труднощі.
Edda також означає «прабабуся»: саме в такому значенні це слово вживає сам Сноррі в «Skáldskaparmál» (68). У цьому ж значенні воно є іменем персонажа в Rígsthula (2) та інших середньовічних текстах. Ця гіпотеза зацікавила Франсуа-Ксав'є Дільмана (фр. François-Xavier Dillmann), автора французького перекладу «Едди», для якого «видається ймовірним, що ім'я цієї особи було обрано для назви твору, оскільки він був збіркою стародавніх знань» або, за висловом Регіса Бойє (фр. Régis Boyer), «праматір'ю всіх сакральних знань».
Остання гіпотеза полягає в тому, що edda походить від латинського edo, що означає «складаю». Вона ґрунтується на тому, що слово kredda (що означає «віра») засвідчене і походить від латинського credo, «я вірю». Імовірно, Сноррі, який був латиністом, міг вигадати це слово. Тоді Едду можна було б перекласти як «поетичне мистецтво». Саме в такому значенні це слово згодом використовувалося в Середньовіччі.
Едда Сноррі також відома як Едда в прозі або Молода Едда, оскільки єпископ Бріньольфур Свейнссон також дав назву «Едда» збірці віршів, що міститься в Codex Regius, кілька з яких цитує Сноррі. Бриньольфур помилково вважав, що їх зібрав Семунд Мудрий (до того, як була написана Едда Сноррі), тому Поетична Едда також відома як Стара Едда або Едда Семунда.

## Зміст
Загальноприйнято вважати, що «Хаттатал» був написаний першим, коли Сноррі повернувся з перебування при дворі Хакона. Тоді він відчув потребу пояснити ще один важливий аспект скальдичної поезії — хейті та кеннінґар — і написав «Скальдскапармал». Зрештою, часто міфологічний зміст кеннінґара переконав його в необхідності написати вичерпний виклад скандинавської міфології: «Гільфаґіннінґ».

### Пролог (Prolog Snorra-Edda)
Пролог містить евгемеристичний християнський погляд на походження скандинавської міфології: скандинавські боги описані як троянські воїни, що покинули Трою після падіння міста (аналогічну версію в XII столітті вибрав Гальфрід Монмутський для пояснення походження британської нації). За Еддою ці воїни поселилися в Північній Європі, де місцеве населення прийняло їх, як неземних королів через їхню високу культуру й знання передових технологій. Поминальні ритуали на місцях їхніх поховань пізніше перетворилися в язичницькі культи й зробили з них богів.

### Видіння Ґюльві (Gylfaginning)
Конунґ Ґюльві інкогніто рушив до Асґарду за знаннями. Там він зустрічається з асами, що постали перед ним під іменами Високий, Рівновисокий та Третій, від яких він дізнається про минуле і майбутнє світу.
У цій частині основні космогонічні уявлення давніх скандинавів про народження світу, створення тверді, небес, богів і людей.

### Мова поезії (Skáldskaparmál)
Описуються загальні принципи поезії скальдів. Вводяться поняття гейті (заміни імен) та кеннінґ (букв., позначення, тут: перифраза, метафора). Більша частина «Мови поезії» побудована як приклади кеннінґів з міфологічними роз'ясненнями.
Наприклад:
Поезія зветься «морем або вологою карлів», бо кров Квасіра було налито в Одрерір перш ніж було приготовано мед, і там, в цій посудині, його й було приготовано. Тому його називають «рідиною котла Одіна», як сказав Ейвінд і як вже було написано.

### Перелік віршованих розмірів (Háttatal)
У цій частині перераховано основні розміри поезії скальдів з детальними коментарями.

### Списки імен (Skáldatal)
У цій частині наводиться список скальдів починаючи від найдавніших часів і до кінця 12 століття. Імена скальдів розміщені за хронологічним принципом. Частина рукопису з іменами збереглася лише в рукописі DG 11.

## Український переклад
- Сноррі Стурлусон. Молодша Едда. Переклад зі староісландської Віталія Кривоноса. — Київ: Видавництво Жупанського, 2024. — 528 с. — ISBN 978-617-7585-89-2.